# Вальд (Гогенцоллерн)
Вальд (нем. Wald) — община в Германии, в земле Баден-Вюртемберг.
Подчиняется административному округу Тюбинген. Входит в состав района Зигмаринген. Население составляет 2728 человек (на 31 декабря 2010 года). (на 31 декабря 2005). Занимает площадь 43,87 км².

## Фотографии

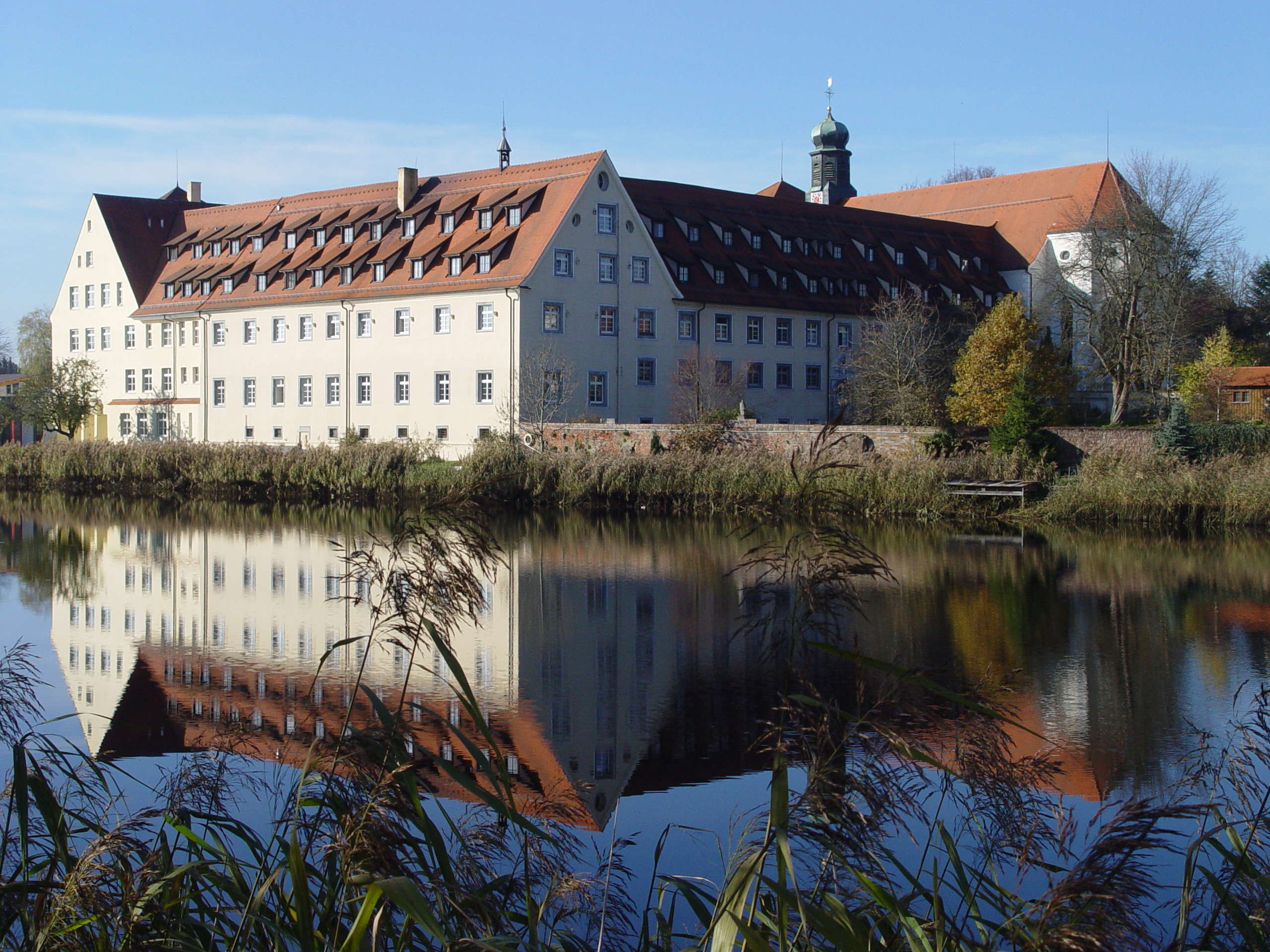
Монастырь
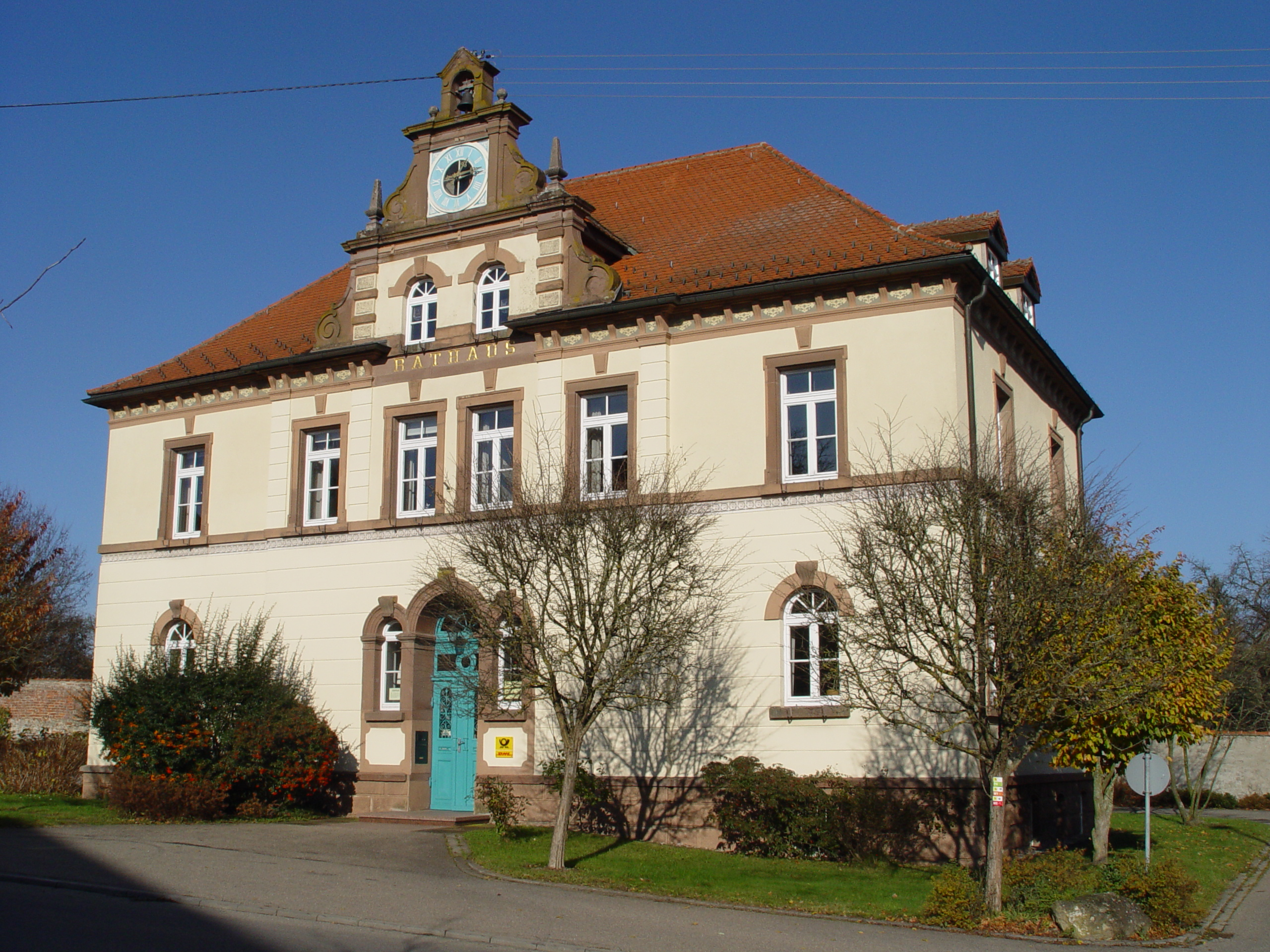
Ратуша